# Carnivore (software)
Carnivore is een systeem van de FBI om e-mails te onderscheppen. Het is gericht tegen specifieke personen en organisaties, en controleert niet alle e-mail die langs het systeem komt.
Carnivore werd in oktober 1997 geïmplementeerd. In 2005 werd het vervangen door commerciële software.

## Werking
Carnivore is voortgekomen uit een eerder FBI-project genaamd "Omnivore", dat zelf een oudere, niet bekendgemaakte (destijds) bewakingstool verving die door de FBI-directeur Integrity and Compliance, Patrick W. Kelley, van de Amerikaanse marine was overgekomen. In september 1998 lanceerde de Data Intercept Technology Unit (DITU) van de FBI in Quantico, Virginia, een project om Omnivore te migreren van het Solaris-besturingssysteem van Sun naar een Windows NT-platform.
Carnivore is een speciaal geprepareerde computer met daarop packet-sniffersoftware geïnstalleerd. Dit systeem kan bij een internetprovider neergezet worden nadat hiervoor een gerechtelijk bevel verkregen is. Daarna dient het volgens de Amerikaanse wet zo ingesteld te worden dat alleen internetverkeer van de verdachte persoon of organisatie onderschept wordt.

## Bron
1. ↑  FOXNews.com - FBI Ditches Carnivore Surveillance System - Politics | Republican Party | Democratic Party | Political Spectrum. web.archive.org (22 augustus 2006). Gearchiveerd op 22 augustus 2006. Geraadpleegd op 15 april 2022.
2. ↑  (en) Welcome to FBI.gov. Federal Bureau of Investigation. Geraadpleegd op 15 april 2022.
3. ↑  Keeler, Mark R. 2006. "Nothing to Hide: Privacy in the 21st Century", p. 170. ISBN 0595388434. (en)